# Волта Редонда
Волта Редонда (порт. Volta Redonda) град је у Бразилу у савезној држави Рио де Жанеиро. Према процени из 2007. у граду је живело 255.653 становника.

## Становништво
Према процени из 2007. у граду је живело 255.653 становника.
| 1991.   | 2000.   |
| ------- | ------- |
| 220,305 | 242,063 |